# Историјски архив Лесковац
Историјски архив Лесковац је установа културе која се бави сређивањем, обрадом, дигитализацијом и микрофлмовањем грађе на територији Јабланичког округа у преко 480 регистратура правних субјеката из свих области, од органа управе, школства, здравства, судства, социјалне заштите, културе, спорта и разних удружења.

## Историја
Иницијатива за оснивање Историјског архива Лесковац је потекла од Народног одбора градске општине Лесковац упућивањем предлога 15. маја 1954. године Савету за просвету и културу Народне Републике Србије за оснивање Градске државне архиве у Лесковцу. После ослобођења Лесковца био је сакупљен приличан материјал који је наређењем виших органа власти предата Историјском архиву Ниш након чега је заустављено прикупљање грађе од историјске важности, мало је урађено на чувању овог материјала у Лесковцу и околним срезовима због чега се указала потреба да Народни одбор градске општине оснује Градску државну архиву која би обухватала подручје града и лесковачки, власотиначки и јабланички срез. Савет за просвету и културу Народне Републике Србије је 18. августа 1954. године донело решење и сагласност за оснивање Градске државне архиве у Лесковцу која је званично почела са радом 1. децембра 1954. године у згради некадашње Више мешовите гимназије. За првог управника је постављен учитељ Велимир Николајевић. Међу фондовима који су преузети од Историјског архива Ниш су били фондови Удружења занатлија и угоститеља за срез Лесковац, Прве краљевске српске повлашћене фабрике вуненог предива, гајтана и тканина Илић, Теокаревић и Петровић, Фабрике вунених тканина и гајтана Врањкић, Стаменковић и компанија, Фабрике вунених и памучних тканина, гајтана и плетива Глигоријевић, Петровић и компанија, Фабрике тканина Мика Станковић и син, Фабрике канапа и ужарија А.Д. и Керамичке фабрике Рафајловић и Бејаз. По препоруци Државног архива Србије, Градски државни архив је крајем 1955. године организовао акцију „Недеља прикупљања историјске грађе” и преузето је 630 свежњева несређене архивске грађе лесковачког предузећа Дрвни комбинат–Шумско газдинство и Гимназије „Стеван Јаковљевић” Власотинце, грделичког Дома ученика у привреди и Основне школе „Јосиф Костић” у Лесковцу. Године 1957. су располагали са осамдесет фондова. Преселили су се 1959. у зграду Музеја радничког покрета, садашњег Удружења занатлија када је поднет захтев Народном одбору општине Лесковац и Градска државна архива мења назив у Историјски архив. Зграда интерног одељења Медицинског центра, позната као Томина болница, им је 1974. године додељена. Радови на адаптацији су завршени почетком 1975. године када су добили сопствену зграду коју користе и данас од 500 квадратних метара од којих је 350 квадрата намењено за депое, а 150 за радне просторије, библиотеку, читаоницу, фотолабораторију, отворено је пет просторија за смештај архивске грађе са металним полицама, зграда је дограђена 1997. чиме је добијено још 120 метара квадратних. Данас архив располаже са преко 500 фондова, a Служба заштите архивске грађе ван архива врши надзор над 480 регистратура на подручју Јабланичког округа. Од оснивања до сада 720 истраживача је користило архивску грађу Историјског архива у Лесковцу. Најстарији документ који поседује Историјски архив је турска тапија из 1836. године, а од значајнијих фондова Удружење занатлија од 1920—1944. и Удружење угоститеља од 1929—1948. за лесковачки срез, предратне текстилне фабрике, црквене књиге рођених, венчаних и умрлих 1879—1912. Књижни фонд броји преко 5000 књига, садрже савремени уређај за скенирање и дигитализацију, читач микрофилмоване архивске грађе са скенером и штампачем.

## Догађаји
Историјски архив Лесковац је организовао следеће изложбе:
- „Настанак и развитак народне власти на југу Србије 1941—1945”
- „Изложба фотографија поводом педесетогодишњице Комунистичке партије Југославије, СКОЈ-и Синдиката Србије”
- „Развитак народне власти на југу Србије”
- „30 година слободног Лесковца”
- „Животни пут Светозара Марковића”
- „Лесковачки крај кроз публикације писане на основу извора”
- „Револуционарна делатност и ослободилачке акције народа југоисточне Србије против Турака у 19. веку”
- „Изложба старих докумената и књига о Лесковцу и његовој околини”
- „Дани рата и дани слободе”
- „Тито у Лесковцу”
- „Архивска грађа – извор за историју Лесковца 1877—1941”
- „Солунци Јабланичког округа 1916—1918. године”
- „Учесници Јабланичког округа у Топличком устанку 1917” и „Живот Лесковца на плакатама 1945—1955”
- „Лесковац кроз Varie”
- „Архивска грађа извор за историју Лесковца 1877—1941”
- „ОШ Васа Пелагић Лесковац 1913—1959”
- „ОШ Радоје Домановић Манојловце”
- „ОШ Десанка Максимовић Грделица”
- „65 година Историјског архива Лесковац”